# Leucopis morgei
Leucopis morgei is een vliegensoort uit de familie van de Chamaemyiidae. De wetenschappelijke naam van de soort is voor het eerst geldig gepubliceerd in 1963 door Smith.